# Veselinovo, Iambol
Veselinovo (în bulgară Веселиново) este un sat în comuna Tundja, regiunea Iambol,  Bulgaria. 

## Demografie
Componența etnică a satului Veselinovo
     Bulgari (61,58%)
     Romi (18,82%)
     Nicio identificare (19,33%)
     Altele (0,25%)
La recensământul din 2011, populația satului Veselinovo era de 1.174 locuitori. Din punct de vedere etnic, majoritatea locuitorilor (61,58%) erau bulgari, cu o minoritate de romi (18,82%). Pentru 19,33% din locuitori nu este cunoscută apartenența etnică.